# St. Vaast Communal Cemetery
St. Vaast Communal Cemetery is een Britse militaire begraafplaats gelegen in de Franse plaats Saint-Vaast-en-Cambrésis (Noorderdepartement). De begraafplaats wordt onderhouden door de Commonwealth War Graves Commission.
De begraafplaats telt een Brits graf uit de Eerste Wereldoorlog.